# Copidosoma juliae
Copidosoma juliae is een vliesvleugelig insect uit de familie Encyrtidae. De wetenschappelijke naam is voor het eerst geldig gepubliceerd in 1986 door Myartseva.